# Padrão Real

El Planisferio de Cantino (1502), copia del Padrão real

El Padrão real (traducible al español como Padrón real) era una obra cartográfica de origen portugués producida secretamente y mantenida por la organización de la corte real en el siglo XVI. La obra estaba disponible para la élite científica de la época, siendo expuesta en la Casa da Índia (Casa de la India). En el Padrão real se añadieron constantemente los nuevos descubrimientos de los portugueses. El primer Padrão real fue producido en la época de Enrique el Navegante, antes de la existencia de la Casa de la India.
El Padrão real de la Casa de la India colgaba del techo en la División de mapas como una obra maestra portuguesa, extremadamente reservada y protegida de espías y comerciantes extranjeros.
El Padrão real incluía el registro completo de los descubrimientos portugueses, públicos y secretos. La Casa de la India emitió mapas basados en el Padrão real a los navegantes al servicio real.
El Planisferio de Cantino (1502) es una copia del Padrão real, posiblemente producida por un cartógrafo portugués sobornado. Se especula que Cantino fue capaz de sobornar a un cartógrafo para copiar el mapa entre diciembre de 1501 y octubre de 1502. De una carta firmada por Cantino se piensa que envió el mapa al Duque de Ferrara el 19 de noviembre de 1502.
El Padrão real se perdió en el tiempo. Sin embargo una copia (Planisferio de Cantino) todavía existe. 